# Judith Pennarts
Judith Pennarts, (1967) is een Nederlandse onderzoeksjournaliste, programmamaker en hoofdredacteur. 

## Onderzoeksjournalist
Judith Pennarts studeerde van 1986 tot 1992 politicologie aan de Universiteit van Amsterdam. 
Van 1995 tot 2005 was zij onderzoeksjournalist bij het televisieprogramma Zembla.
In 2010 stapte ze over naar het televisieprogramma NOVA. Hier maakte zij maar liefst 25 reportages over Q-koorts. Nadat ze via een Wob-procedure de feiten boven water had gehaald maakte ze een drietal reportages over comazuipen door jongeren. Ook werkte zij als programmamaker mee aan he het programma Andere Tijden.
Na 25 jaar onderzoeksjournalistiek volgde zij in 2020 Reijer Zwaan op als adjunct-hoofdredacteur bij Nieuwsuur. In 2024 ging zij weer werken als onderzoeksjournalist. 

## Erkenning
Voor haar indringende drieluik over alcoholmisbruik bij kinderen werd zij in 2006 onderscheiden met De Tegel in de categorie Achtergrond. Voor haar reportageserie over Q-koorts ontving zij in 2011 de Gouden Greep.

## Prijzen
- Gouden Greep (2011)
- De Tegel (2006)